# Sønder Bjert
Sønder Bjert – miasto w Danii, w regionie Dania Południowa, w gminie Kolding.